# Светица (приток Костромы)
Светица — река в России, протекает в Вологодской и Костромской областях по территории, соответственно, Тотемского и Солигаличского районов. Устье реки находится в 289 км по правому берегу реки Костромы. Длина реки составляет 35 км, площадь водосборного бассейна — 300 км². В устье — город Солигалич.

## Данные водного реестра
По данным государственного водного реестра России относится к Верхневолжскому бассейновому округу, водохозяйственный участок реки — Кострома от истока до водомерного поста у деревни Исады, речной подбассейн реки — Волга ниже Рыбинского водохранилища до впадения Оки. Речной бассейн реки — (Верхняя) Волга до Куйбышевского водохранилища (без бассейна Оки).
По данным геоинформационной системы водохозяйственного районирования территории РФ, подготовленной Федеральным агентством водных ресурсов:
- Код водного объекта в государственном водном реестре — 08010300112110000011703
- Код по гидрологической изученности (ГИ) — 110001170
- Код бассейна — 08.01.03.001
- Номер тома по ГИ — 10
- Выпуск по ГИ — 0

## Притоки
(расстояние от устья)
- 13 км: река Мерзкая (лв)
- 19 км: река Комраш (лв)